# Чеський Кубок пойштовни 2000
Чеський Кубок пойштовни 2000 — міжнародний хокейний турнір у Чехії в рамках Єврохокейтуру, проходив 31 серпня — 3 вересня 2000 року у Зліні.

## Результати та таблиця
| 1. | Фінляндія | ***      | 4:2    | 4:3 ОТ | 1:2 бул. | 3 | 1 | 1 | 1 | 0 | 9:7 | 5 |
| 2. | Швеція    | 2:4      | ***    | 3:2 ОТ | 3:2      | 3 | 1 | 1 | 0 | 1 | 8:8 | 4 |
| 3. | Росія     | 3:4 ОТ   | 2:3 ОТ | ***    | 2:1      | 3 | 1 | 0 | 2 | 0 | 7:8 | 4 |
| 4. | Чехія     | 2:1 бул. | 2:3    | 1:2    | ***      | 3 | 0 | 1 | 0 | 2 | 5:6 | 2 |

М — підсумкове місце, І — матчі, В — перемоги, ВО — перемога по булітах (овертаймі), ПО — поразка по булітах (овертаймі), П — поразки, Ш — закинуті та пропущені шайби, О — очки

## Найкращі гравці турніру
| Воротар  | Мікаель Теллквіст |
| Захисник | Марко Кіпрусофф   |
| Нападник | Юкка Хентунен     |